# دينيس غروته
دينيس غروته (بالألمانية: Dennis Grote)‏ (مواليد 9 أغسطس 1986 في كايزرسلاوترن - ألمانيا الغربية) لاعب كرة قدم ألماني يلعب حاليا لصالح نادي الدرجة الأولى بوخوم الألماني منذ 2002 في مركز الوسط المحوري .

## روابط خارجية
- دينيس غروته على موقع الاتحاد الأوربي (الإنجليزية)
- دينيس غروته على موقع قاعدة بيانات كرة القدم.إي يو (الإنجليزية)
- دينيس غروته على موقع بيانات كرة القدم. دي إي (الألمانية)
- دينيس غروته على موقع Soccerway.com (الإنجليزية)
- دينيس غروته على موقع عالم كرة القدم.نت (الإنجليزية)
- دينيس غروته على موقع كووورة